# 雨にうたえば
「雨にうたえば」（あめにうたえば）は、monobrightの9枚目のシングル。2010年9月8日発売。発売元はDefstar Records Inc.。
キャッチコピーは『涙の数だけ、恋をした・・・ '10年の秋冬を彩るセンチメンタルe.p.』

## 解説
- 3rdアルバム『ADVENTURE』先行シングルであり、前作より5ヶ月ぶりのリリース。2月に発表した「monobright DO10!!攻約宣言」では、当初は同年9月15日発売予定であったが、1週間前倒してのリリースとなった。
- 初回生産限定盤にはボーナストラック1曲収録。
- 1曲目はカップリング曲で、表題曲が2曲目にくるという変則的な曲順となっている。
- monobrightの作品としては初めて、裏ジャケットのないデザインとなった。
- PVにはダンサーの池田美佳が出演している。

## 収録曲

### 通常盤
1. KISS (4:39)
2. 雨にうたえば (6:19)
3. 黒 (1:56)

### 初回生産限定盤
1. RYDEEN［Bonus Track］ (3:47)
イエロー・マジック・オーケストラのカバー。
2. KISS (4:39)
3. 雨にうたえば (6:19)
4. 黒 (1:56)

全作詞・作曲：桃野陽介　編曲：monobright
（「RYDEEN」作曲：高橋幸宏 編曲：monobright）